# Výměna obyvatelstva mezi Československem a Maďarskem
Výměna obyvatelstva mezi Československem a Maďarskem – po ukončení druhé světové války proběhlo přestěhování přibližně stejného počtu (2 × cca 70 000 lidí) slovenské národnosti z Maďarska a maďarské národnosti z Československa, převážně jižního Slovenska do Maďarska. Výměna se stala jedinou možnou cestou poté, co vítězné mocnosti již nechtěly tolerovat způsob odsunu použitý při vysídlení Němců. Maďaři byli v té době (do roku 1948), podobně jako Němci, s výjimkou početných případů antifašistů apod., považováni za válečné zločince a byli zbaveni občanských práv. V tomto případě také v souvislosti s perzekucemi Slováků na území, které Maďarsku připadlo na základě první vídeňské arbitráže. 
Výměna se uskutečnila na základě mezivládní dohody vlád Československa a Maďarska a stala se kontroverzní událostí. Z Maďarska byli přesídleni pouze ti Slováci, kteří se k výměně dobrovolně přihlásili. Z celkového počtu okolo 450 000 Slováků, žijících tehdy v Maďarsku, se i přes časté zastrašování a výhrůžky ztrátou zaměstnání nebo bydlení, přihlásilo okolo 60 000 osob. Z Československa se část obyvatel vystěhovala dobrovolně, větší část však nedobrovolně.
Slováci přesídlení z Maďarska získali své politické zastoupení zvolením Ondreje Beňa do Slovenské národní rady.